# 山田果歩
山田 果歩（やまだ かほ、1995年7月21日 - ）は、日本の女優。岐阜県出身。元オフィス・オーパ所属。現在はフリーランスで活動。

## 来歴
中学校、高等学校、大学と12年間を名古屋の女子校で過ごす。海外留学経験がある。2021年より芸能活動を開始。
同時期にオフィス・オーパに所属。
2022年2月20日放送回、日本テレビ系バラエティ番組『ダウンタウンのガキの使いやあらへんで!』内の“大根役者”としてイジられることの多いココリコ遠藤と陣内智則が演技で対決する人気企画に相手役の看護師として出演。初の地上波番組出演。
2022年4月、フジテレビ系連続ドラマ『ナンバMG5』市松高校の生徒、マチャ役として地上波連続テレビドラマに初出演。
2023年8月4日公開の映画『炎上する君』(監督ふくだももこ)は初の映画出演作品。

## 人物
- 岐阜県出身。身長161cm。血液型はA型。
- 左利き
- 黒髪のロングヘアが印象的。
- 特技はバトントワリング、クレーンゲーム。
- 趣味は茶道、美術館巡り、ラジオを聴くこと。
- 愛犬はトイプードルで自身のインスタグラムによく登場している。
- 好きな映画はハリーポッター
- 好きなアーティストはずっと真夜中でいいのに。である。

## 出演

### 映画
- 炎上する君（2023年8月4日公開) - タピオカ平安京 山田役

### テレビドラマ
- ユーチューバーに娘はやらん!スピンオフドラマ チャンネル登録お願いします! （2022年2月、Paraviオリジナルストーリー） - 倉田洋子 役
- ナンバMG5（2022年4月、フジテレビ） - 第1話、第2話 マチャ 役
- 家庭教師のトラコ（2022年7月、日本テレビ）- 第4話
- 高嶺のハナさん2（2022年10月、BSテレビ東京） - 比嘉歩果 役
- アトムの童（2022年10月、TBS）-第8話、第9話

### バラエティ
- ニューヨーク恋愛市場 (2022年1月、ABEMA）#14
- ダウンタウンのガキの使いやあらへんで!（2022年2月、日本テレビ） - 看護師 役
- 痛快TV スカッとジャパン（2022年3月、フジテレビ）悪女スカッとシリーズ - 大滝カリナ
- 背筋も凍るほわ〜い話 (2022年3月、TBS）呪いのノート編
- 背筋も凍るほわ〜い話 (2022年7月、TBS）見知らぬ写真編
- THE突破ファイル（2022年9月、日本テレビ）九死に一生

### MV
- 夕闇に誘いし漆黒の天使達 「Super Ultimate Happy Happy Song」
- LONGMAN「Hello Youth」